# Меджлис

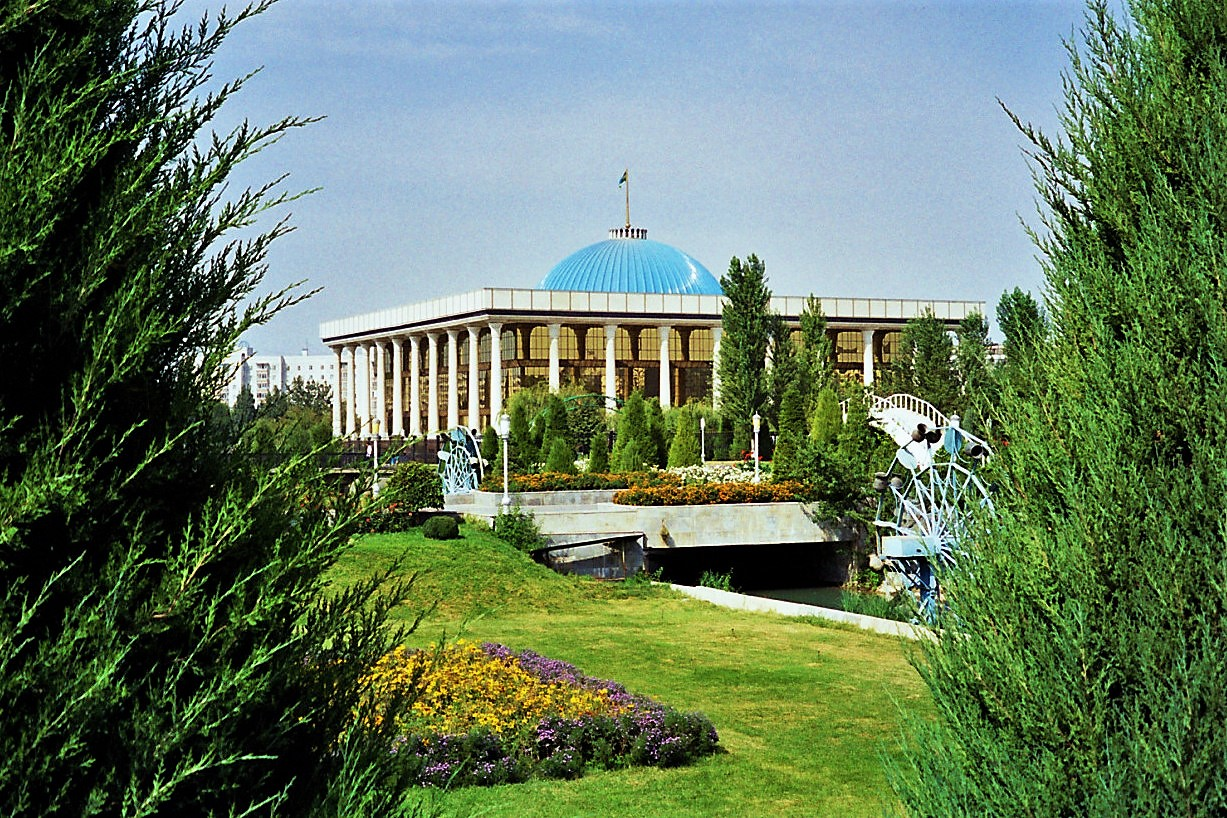
Здание Олий Мажлиса Республики Узбекистан

Здание Меджлиса Туркменистана

Здание Милли Меджлиса Азербайджанской Республики

Меджли́с или маджли́с (араб. مجلس‎ — Majlis), (дословно «собрание») — наименование законодательно-представительного органа (парламента) ряда стран (в основном с преимущественно мусульманским населением), народов, а также вообще Народного собрания.
Термин используется для описания различных типов специальных собраний среди групп с общими интересами, будь то административные, социальные или религиозные в странах с языковыми или культурными связями с исламскими странами. Меджлис также может относиться к законодательному органу и используется в названии законодательных советов или собраний в некоторых государствах, где доминирует исламская культура.
Термин «меджлис» также используется для обозначения уединённого места, где принимают и развлекают гостей.

## История
В доисламской Аравии Меджлис представлял собой совет племён, в котором мужчины участвовали в принятии решений, представляющих общий интерес. Совет возглавлял вождь (шейх). В период правления Праведных халифов был образован «Меджлис-аш-Шура». Меджлис во время Праведного халифа должен был избрать нового халифа. Как писал Абу-ль-Хасан аль-Маварди, члены меджлиса должны были удовлетворять трём условиям: они должны быть справедливыми, они должны обладать достаточными знаниями, чтобы отличить хорошего халифа от плохого, и должны обладать достаточной мудростью и рассудительностью, чтобы выбрать лучшего халифа.

## Существующие меджлисы

### Государственные меджлисы как парламент
В списке представлены государственные парламенты, в названиях которых присутствует термин «меджлис».
- Милли́ Меджли́с Азербайджа́нской Респу́блики
- Маджли́с аль-Умма́ Иорда́нии
- Наро́дный консультати́вный маджели́с Респу́блики Индоне́зия
- Маджли́с ан-Нувва́б Ира́ка
- Маджли́с исла́мского сове́та Исла́мской Респу́блики Ира́н
- Мажили́с парла́мента Респу́блики Казахста́н
- Маджли́с аль-Умма́ Куве́йта
- Маджлис ан-Нувваб Ливана
- Маджли́с аш-Шу́ра Ома́на
- Наро́дный маджли́с Мальди́в
- Маджли́се Шу́ра Исла́мской Респу́блики Пакиста́н
- Маджли́с аш-Шу́ра Сау́довской Ара́вии
- Маджли́с аш-Шаа́б Сири́йской Ара́бской Респу́блики
- Маджли́си Оли́ Респу́блики Таджикиста́н
- Республика́нский меджли́с Туре́цкой Респу́блики Се́верного Ки́пра
- Меджли́с Туркмениста́на
- Вели́кий национа́льный меджли́с Ту́рции
- Оли́й Мажли́с Респу́блики Узбекиста́н

### Национальные меджлисы
В списке представлены национальные конгрессы и общества, в названиях которых присутствует термин «меджлис».
- Черке́сский меджли́с
- Меджли́с кры́мскотата́рского наро́да